# Централна Гърция (географска област)
Централна Гърция (на гръцки: Στερεά Ελλάδα), известна разговорно като Румели (на гръцки: Ρούμελη), е традиционна историко-географска област на Гърция. По османско време (1470 – 1830) е известна като Ливадия.
Нерядко за означението ѝ се използва израза Същинска Гърция – в отличие от Пелопонес на юг и Тесалия на север. Включва в себе си освен Централна Гърция с Атика, но и Етолоакарнания на запад.
От 1987 г. територията ѝ е разделена между административните райони на Централна Гърция и Атика от една страна и регионалната Етолоакарнания в административния район на Западна Гърция.
Континентална или Същинска Гърция е най-гъсто населеният географски регион на Гърция с население 4 591 568 души и с площ 24 818,3 км².
По османско време и непосредствено след създаването на гръцката държава, в областта Румели се заселват немалко армъни и арванити. В областта има и немалко славянобългарска топонимия. 